# Pokémon Firered och Leafgreen
Pokémon FireRed och LeafGreen (engelska för Brandröd och Lövgrön) är två samlanserade spel till handkonsolen Game Boy Advance (GBA), utvecklade av japanska spelutvecklaren Game Freak och lanserade av Nintendo. Spelen är remakes av Pocket Monsters Röd och Grön från 1996, i Europa lanserat som Pokémon Röd och Blå, och bygger på tredje generationens pokémonspelmotor – ursprungligen utvecklad för Pokémon Ruby och Sapphire från 2002. Spelen skiljer sig främst från sina 1996-föreståndare i ny 32-bitars färggrafik (från 8-bitars monokrom) samt ett antal nya områden i spelvärlden. Spelprinciperna går i stort sett oförändrade utöver tillägg av ny balans samt tillägget av de nya pokémonvarelser (andra och tredje generationens pokémon) som lanserats sedan 1996.

## Omdömen
Spelen blev mycket omtyckta, till viss del beroende på den förbättrade grafiken, men även tack vare extrafunktioner, och har nu sålts i 10,66 miljoner exemplar.